# Афина (космическая обсерватория)
Косми́ческий телеско́п «Афина» (англ. Athena, сокращение от Advanced Telescope for High ENergy Astrophysics, Передовой телескоп для астрофизики высоких энергий) — планирующийся к запуску в 2031 году космический телескоп рентгеновского диапазона.
Относится ко второму классу крупных миссий, осуществляемых Европейским космическим агентством (ЕКА) в рамках программы Cosmic Vision.
Телескоп будет около 12 м в длину, и весить около 5 тонн. Его чувствительность должна быть в 100 раз больше, чем у лучших из существующих рентгеновских телескопов, таких как «Чандра» и XMM-Newton.

## История и развитие

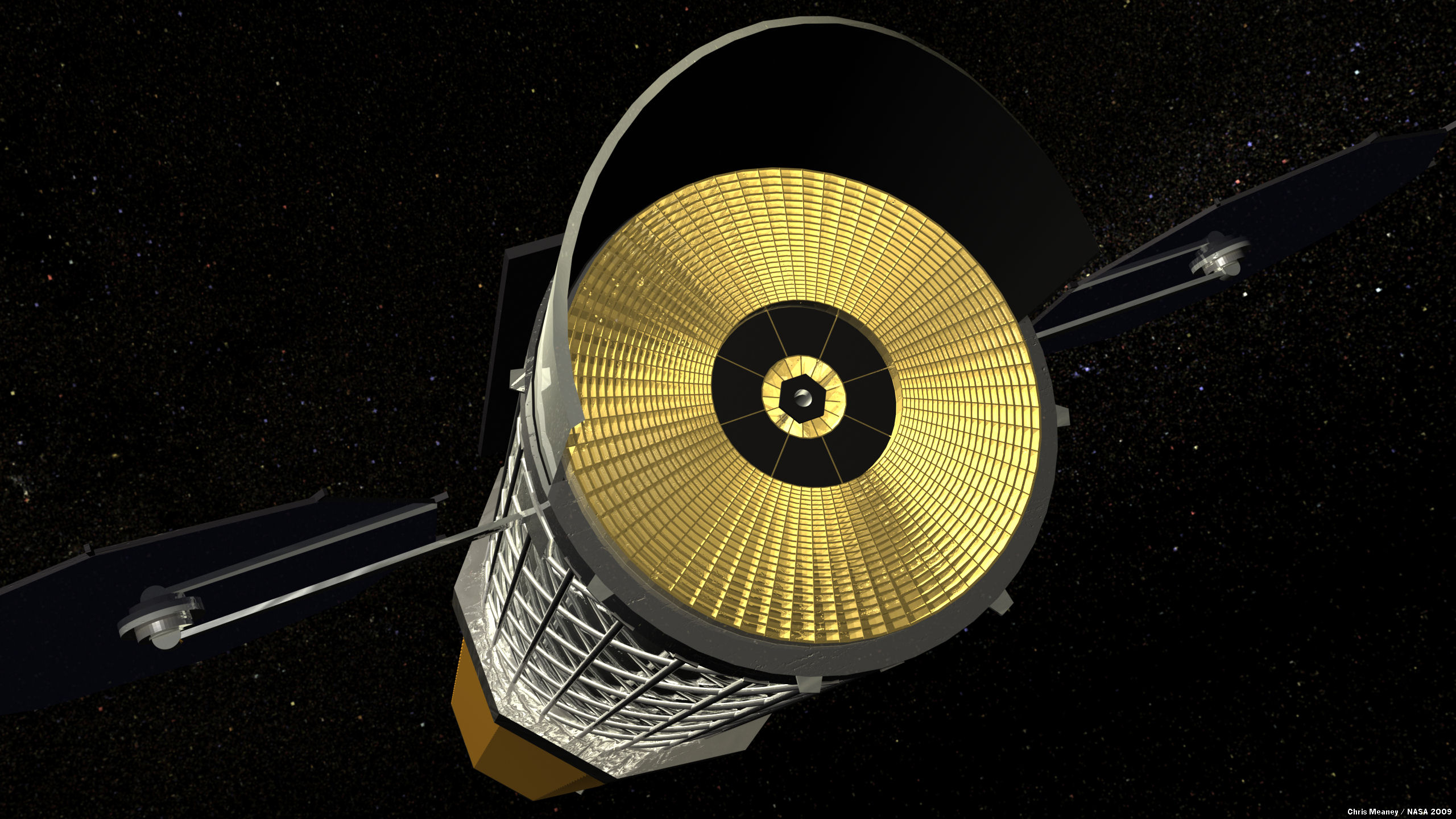
Рисунок внешнего вида инструмента IXO в проекте НАСА

По первоначальному плану, проект должен был быть реализован к 2021 году совместными усилиями НАСА, Европейского космического агентства (ЕКА) и Японского агентства аэрокосмических исследований (JAXA). В мае 2008 года ЕКА и НАСА была создана координационная группа с участием всех трёх агентств с целью изучения проведения совместной миссии путём слияния проектов XEUS и Constellation-X. Это было началом предполагаемого совместного исследования посредством International X-ray Observatory (IXO).
Проект IXO конкурировал с двумя другими миссиями — Europa Jupiter System Mission (EJSM) и Laser Interferometer Space Antenna (LISA).
Предшествующий «Афине» телескоп являлся кандидатом для миссии класса L1 программы Cosmic Vision, но был отменён с программой Jupiter Icy Moon Explorer. Сама «Афина» является перезапуском проекта IXO, планировавшегося в 2008—2011 годы, — окончательное решение об этом было принято 27 июня 2014 года. Теперь именно «Афина» выбран второй крупной миссией программы Cosmic Vision.
Частично по причине выхода НАСА в 2011 году из участия в проекте IXO, возникли изменения в подготовке к миссии.
Научная группа была сформирована к 16 июля 2014 года Первичные вибрационные тесты кремния для зеркал оптики состоялись в августе 2014. Встреча научного комитета программы Европейского космического агентства состоится в 2019 году для полного обзора и окончательного утверждения проекта до начала строительства в том же году.
Первоначально планировался к запуску в 2028 г., в 2022 срок был перенесён на 2035 год.

## Цели и задачи
Телескоп IXO предназначен для работы в течение не менее 5 лет с прогнозируемой работоспособностью на протяжении 10 лет. Ожидается, что научные работы с IXO будут идти в период с 2021 по 2030 годы.
Основной задачей является изучение вопросов «горячей и расширяющейся Вселенной»: картографирование движения горячих газовых структур, определение их физических свойств и поиск сверхмассивных чёрных дыр.
Выбранная научная тема «Горячая и энергетическая Вселенная» имеет целями ответить на вопросы астрофизики: «Что происходит вблизи чёрной дыры?» «Как обычная материя собирается в крупномасштабные структуры, которые мы видим сегодня?» «Как чёрные дыры разрастаются и формируют Вселенную?» «Какова взаимосвязь между этими процессами?»
Для решения этих задач IXO будет наблюдать орбиты, близкие к горизонту событий чёрной дыры, измерять скорости вращения чёрных дыр в несколько сотен активных ядер галактик, использовать спектроскопию для определения характеристик окружающей среды вокруг ядер галактик при их пиковой активности; поиск сверхмассивных чёрных дыр с красным смещением z > 10; поиск тёмной материи в крупномасштабной структуре Вселенной, используя квазары на фоне материи и наблюдение процессов галактического масштаба путём инъекции энергии чёрными дырами.

## Орбита
Запуск ракеты-носителя «Ариан-6» должен поднять «Афину» в 2028 году на гало-орбиту с большой амплитудой вокруг L2 точки Лагранжа посредством направленного ускорения. L2 была выбрана из-за своей стабильной тепловой среды, хорошей небесной видимости и высокой эффективности наблюдений. «Афина» планируется для ежегодных непрерывных наблюдений до 300 точечных небесных целей, от получаса до 1 часа за каждой, в течение не более 11 дней.

## Оптика и инструменты
«Афина» должна использовать рентгеновский телескоп с фокусным расстоянием в 12 м с эффективной площадью ~2 м² при чувствительности 1 кэВ и двумя основными инструментами: интегральным полевым прибором рентгеновского излучения (X-ray Integral Field Unit, X-IFU) с высоким разрешением и среднего разрешения, но обладающим большим углом обзора широкоуглольным спектрометром (Wide Field Imager, WFI).
В телескопе будет использована разработанная Европейским космическим агентством оптика с кремниевыми ячейками, что обеспечивает сочетание большого угла обзора и высокого углового разрешения. Каждая ячейка представляет собой телескоп Вольтера, но только несколько мм² в диаметре, с двумя рефлекторами в каждой ячейке, фокусирующими рентгеновское излучение. Всего должно быть использовано 1,5 млн ячеек. Телескоп будет создаваться в виде массива 60-миллиметровых коммерчески доступных для изготовления кремниевых пластин.
X-ray Integral Field Unit
Этот инструмент использует массив охлаждаемых криогеном датчиков с диапазоном обнаружения 0,2—12 кэВ. Общий угол обзора составляет 5 угловых минут.
Wide Field Imager
Данный инструмент является рентгеновским спектрометром, состоящим из 5 массивов полевых транзисторов с переходами p-типа и диапазоном регистрируемого излучения 0,1—15 кэВ.
Его центральный чип имеет размеры 256 x 256 px и угол обзора в 7,5 угловых минут. Четыре его внешних массива имеют размеры 448 x 640 px и угол обзора в 40 угловых минут.:1,9
Планируемая стоимость проекта составит 1 млрд долл. или 850 млн евро..